# IC 5205
IC 5205 — галактика типу S (спіральна галактика) у сузір'ї Тукан.
Цей об'єкт міститься в оригінальній редакції індексного каталогу.